# Gordon (Australia)
Gordon – miasto w Australii, w stanie Wiktoria.